# João Cristóvão Moreira
João Cristóvão Moreira (Solilóquio) (Lisboa em 24 de Fevereiro de 1929) é um escritor tauromáquico.
Frequentou o Colégio Militar, a faculdade de Ciências e o Curso da Escola Naval. Oficial da Armada Portuguesa, tendo servido em Angola, Moçambique, India, Macau e Timor. Deixou a Marinha por razões de ordem política antes do 25 de Abril. Foi reintegrado depois da revolução e passou à reserva com o posto de capitão-de-fragata. Grande aficcionado desde bem pequeno, durante 55 anos dedicou-se à crónica tauromáquica com o apodo de SOLILÓQUIO, tendo sido crítico da especialidade no Diário de Lisboa, no Diário de Notícias e na revista Novo Burladero. Tem as suas crónicas publicadas em 36 livros, sendo dois deles de temática não taurina e um dedicado à vida e morte do matador de toiros José Falcão. O seu último livro foi publicado em 2003, com o título "O Corte da Coleta" (Editorial Negócios). Soliloquio foi agraciado pelo Governo em 1995 com a Medalha ao Mérito Cultural.